# Zyon
Zyon ist ein Vorname.

## Herkunft und Bedeutung
Zyon ist ein geschlechtsneutraler Vorname hebräischer Herkunft und bedeutet Israel.

## Namensträger
- Zyon (* 1969), deutscher Rapper, siehe Germ (Rapper)